# Komjatice
Komjatice (ungarisch Komját) ist eine große Gemeinde im Okres Nové Zámky innerhalb des Nitriansky kraj in der Slowakei.

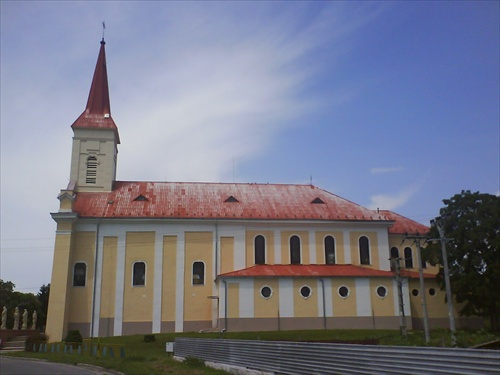
Kirche der Hl. Elisabeth

Der Ort liegt im Donautiefland am Fluss Malá Nitra (stellt den alten Flussverlauf der Nitra dar), das Ortszentrum liegt auf einer Höhe von 130 m n.m. Verkehrlich ist Komjatice durch die Hauptstraße 64 sowie die Bahnstrecke Nové Zámky–Prievidza erschlossen und liegt etwa 8 km nördlich von Šurany, 18 km nördlich von Nové Zámky und 19 km südlich von Nitra.
Komjatice wurde zum ersten Mal 1256 als Kamnati schriftlich erwähnt.
Bis 1918 gehörte der Ort im Komitat Neutra zum Königreich Ungarn, danach kam er zur neu entstandenen Tschechoslowakei. 1938–45 lag er auf Grund des Ersten Wiener Schiedsspruchs noch einmal in Ungarn. 
Die Bevölkerung setzt sich laut der Volkszählung von 2001 (4207 Einwohner) zusammen aus 98,1 % Slowaken, 0,7 % Magyaren, 0,5 % Tschechen und anderen. Fast alle Einwohner (95,1 %) gaben ihre Konfession als römisch-katholisch an.

## Bevölkerung
| Jahr                | 1994 | 2004    | 2014    | 2024    |
| ------------------- | ---- | ------- | ------- | ------- |
| Anzahl der Personen | 4048 | 4260    | 4304    | 4210    |
| Unterschied         |      | +5,23 % | +1,03 % | −2,18 % |

| Jahr                | 2023 | 2024    |
| ------------------- | ---- | ------- |
| Anzahl der Personen | 4197 | 4210    |
| Unterschied         |      | +0,30 % |